# El pescador de Sacag
El pescador de Sacag es uno de los primeros cuadros del pintor y dibujante filipino Félix Resurrección Hidalgo y Padilla, (entonces de ciudadanía española pues Filipinas perteneció a la Capitanía General de Filipinas hasta 1899) realizado en 1875, que se encuentra en el Museo Nacional de Antropología aunque es parte de las colecciones del Museo del Prado con número de inventario P006743.
Hasta 1908 se ubicaba en el Museo de Ultramar de donde pasó al Museo de Arte Moderno en 1971. Posteriormente, en 2016 tuvo una breve instancia en el Museo Nacional Centro de Arte Reina Sofía de donde salió hacia su establecimiento actual.
Se exhibió en la exposición temporal Filipinas hace un siglo, en la ciudad de Manila entre el 4 de febrero y el 3 de marzo de 2000.
Félix Resurrección Hidalgo y Padilla era discípulo del pintor Agustín Sáez y elaboró esta obra siendo alumno de la Academia de Dibujo y Pintura, poco antes de exponerla junto a otras de sus pinturas en la Exposición Universal de Filadelfia de 1876.
El Museo del Prado tiene otras tres obras suyas: Aparición del Apóstol Santiago al rey don Ramiro I antes de la Batalla de Clavijo, Paisaje y La vendedora de lanzones.

## El tema
La obra es un estudio del natural en el que se reproduce un nativo filipino pescando a la orilla de un río, técnica habitual en este autor, que representaba a sus modelos en sus actividades cotidianas.